# Костино (Спасский сельсовет, Вологодский район)
Костино — деревня в Вологодском районе Вологодской области на реке Ёма.
Входит в состав Спасского сельского поселения, с точки зрения административно-территориального деления — в Спасский сельсовет.
Расстояние по автодороге до районного центра Вологды — 35 км, до центра муниципального образования Непотягово — 25 км. Ближайшие населённые пункты — Сысоево, Богородское, Колотилово.

## Население
| 2010 |
| ---- |
| 0    |

По данным переписи в 2002 году постоянного населения не было.